# Kennie Asuncion
Kennie Chua Asuncion (* 14. Oktober 1976) ist eine philippinische Badmintonspielerin.

## Karriere
Kennie Asuncion ist sowohl im Einzel als auch im Doppel aktiv, errang aber bisher ihre größten Erfolge im Mixed mit ihrem Bruder Kennevic Asuncion. Beide qualifizierten sich für die Asienmeisterschaften 2002, 2004, 2006, 2007 und 2009, konnten aber nie in Medaillenregionen vorstoßen. Erfolgreicher waren sie bei den Peru International 2005, den Ballarat International 2006 und den Babolat North Harbour International 2006, die sie jeweils siegreich gestalten konnten. Bei den Philippines Open 2006 standen sie im Finale, bei den US Open 2007, den Vietnam Open 2006 und den Canada Open 2002 jeweils im Halbfinale.
2005 gewann sie zusammen mit Paula Obanana die philippinische Meisterschaft im Damendoppel.